# 燕子磯
燕子磯（えんしき）は、中華人民共和国南京市棲霞区の直瀆山、長江南岸に位置している断崖。
燕がよく飛ぶので燕子磯の名称が付いた。燕子磯は長江沿岸にある三大名磯の1つであり、残りは安徽省馬鞍山の采石磯、湖南省岳陽の城陵磯である。この地には唐の李白、明の朱元璋、清の康熙帝・乾隆帝が訪れている。乾隆帝は6度の江南巡幸の際に3度登っており、現在でも乾隆帝の御碑が残っている。古より軍事の要衝でもありアヘン戦争時にはイギリス軍が燕子磯より上陸、南京へ侵攻する。自殺の名所でもあったようで清から中華民国にかけての教育家で知られる陶行知（1891年 - 1946年）の「想一想死不得」と書かれた石碑が自殺者を思い留まらせていると言われる。燕子磯は南京事件の現場の一つとされ紀念碑が建立されている。
現在では観光地として開発され遠くには南京長江大橋、南京長江二橋も見える。近くには観音閣、頭台洞、三台洞の3ヶ所の観光地がある。燕子磯は金陵四十八景之一と称され、1982年8月に南京市文物保護単位に指定されている。

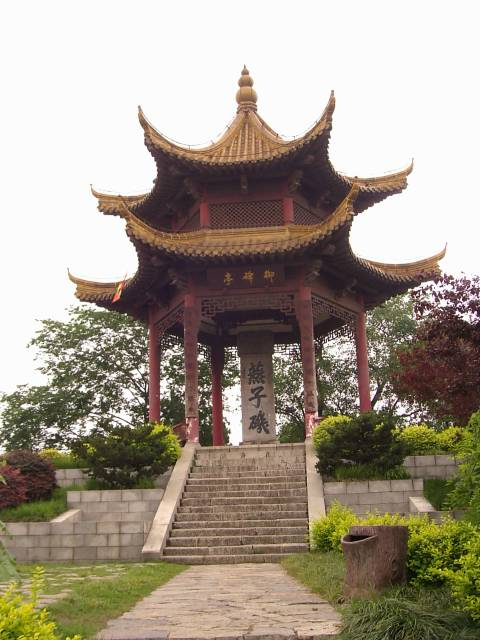
乾隆御碑
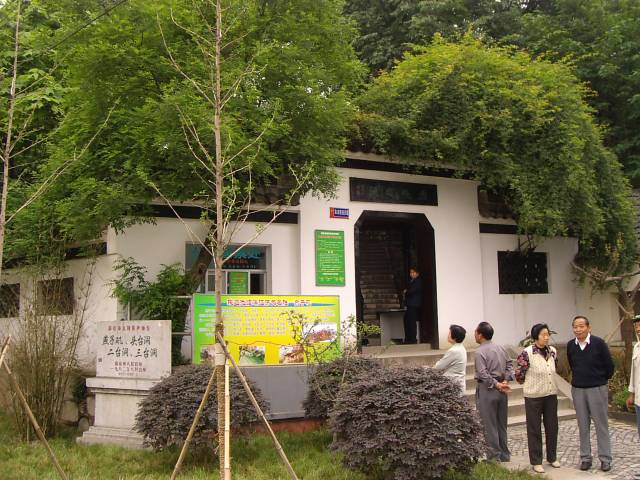
入り口
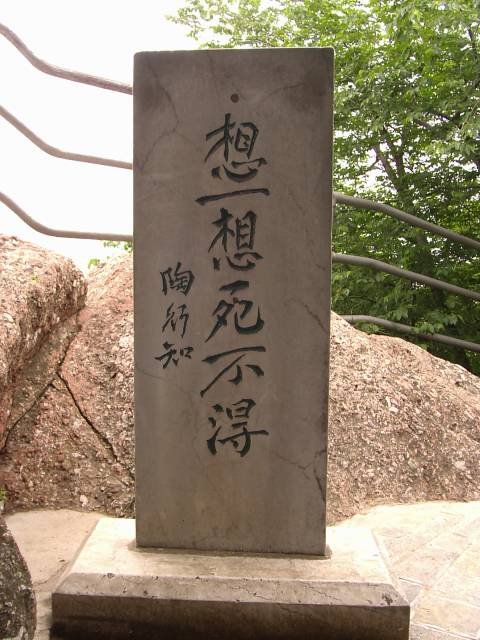
陶行知の碑
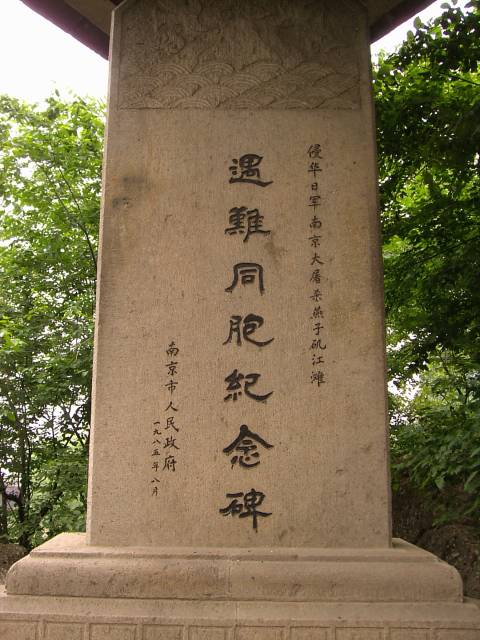
遭難同胞紀念碑（南京事件）

座標: 北緯32度08分59秒 東経118度48分47秒 / 北緯32.14986度 東経118.81319度